# Йон, Франц
Франц Йон (нем. Franz Adolf Louis John, полное имя Франц Адольф Луис Йон; 28 сентября 1872, Прицвальк — 17 ноября 1952, Берлин) — немецкий фотограф и футбольный функционер. Являлся одним из инициаторов создания футбольного клуба «Бавария» Мюнхен и его первым президентом, в период с 1900 по 1903 годы.

## Биография
Родился 28 сентября 1872 года в городке Прицвальк, на территории современной федеральной земли Бранденбург, тогда входившей в состав Пруссии, в семье Фридриха Вильгельма и Иды Йон. Из-за переезда семьи в Панков, пригород Берлина, впоследствии, Франц присоединяется к существовавшему уже тогда футбольному клубу «Айнхайт цу Панков», в настоящее время находящемся в низших региональных дивизионах Берлина (Ландеслига (VI) и Бецрикслига Берлин (VII—VIII)).
Там он встречает Густава Маннинга, ставшего, впоследствии, секретарём Немецкого футбольного союза. Маннинг позднее помог Йону включить новосозданный клуб «Бавария» в систему Немецкого футбольного союза. После того, как Йон окончил своё обучение на фотографа в Йене, он переезжает в Мюнхен, где становится членом спортивного клуба MTV 1879 Munich.
27 февраля 1900 года правление MTV 1879 Munich запретило членам футбольного отделения присоединиться к ассоциации южногерманских футбольных клубов (нем. SFV), одиннадцать футболистов под предводительством Франца Йона покидают клуб. В ресторанчике «Гизела»(«Gisela») они основали мюнхенский футбольный клуб «Бавария» и избирают Франца Йона президентом. Также Йон основывает Совет баварских футбольных судей.
Под его руководством новосозданный футбольный клуб присоединяется к SFV и в первый же год становится главенствующей силой на локальной мюнхенской футбольной сцене начала столетия. В 1903 году Йон покидает «Баварию», передав бразды управления футболистами клуба тренеру из Голландии Виллему Хесселинку. В следующем году Йон переезжает из Мюнхена в Панков, где открывает фотолабораторию и и, позднее, становится президентом футбольного клуба VfB Pankow. Невзирая на то, что с Мюнхеном у него осталось мало контактов, Йон избирается почётным президентом «Баварии» в 1920-е гг., а в 1936 году получает от клуба золотую булавку в качестве признания заслуг.
Он жил одиноким, и умер в одиночестве 17 ноября 1952 года в Панкове, не оставив после себя потомков. Журналист Йоахим Рехенберг (Joachim Rechenberg) нашёл его заброшенную могилу в Фюрстенвальде. В 2000 году, когда клуб праздновал столетие своего существования, могила была отреставрирована за счёт «Баварии», на ней был установлен новый памятник.